# 李世亨
李世亨（1455年—？），字時雍，直隸保定府容城縣人，民籍，明朝政治人物。

## 生平
成化十六年（1480年）庚子科順天府鄉試第五十四名舉人。弘治六年（1493年）中式癸丑科會試第四十七名，三甲第二百零三名進士。

## 家族
曾祖李素；祖父李敬，贈衛經歷；父李騰，遇例冠帶。母陳氏；繼母趙氏。具庆下。弟世卿、世相、世登、世顯。